# ۱۱۸۲ (میلادی)
۱۱۸۲ (میلادی) هزار و صد و هشتاد و دومین سال تقویم میلادی است.

## زادگان
سنت فرانسیس، مؤسس فرقه فرانسیسکن.

## درگذشتگان
‎